# 格雷角
66°51′S 143°22′E / 66.850°S 143.367°E
格雷角（英語：Cape Gray）是南極洲的海岬，位於喬治五世海岸，是英聯邦灣入口處的東部，由澳大利亞探險家率領的探險隊發現，以探險船的二副命名，現時由南極條約體系管理。